# 山顿·安德森
山顿·罗德里格斯·安德森（英語：Shandon Rodriguez Anderson，1973年12月31日—），生于佐治亚州的亚特兰大，美国职业篮球运动员，司职得分后卫、小前鋒 。

## 职业生涯
安德森以佐治亚大学球员身份在1996年NBA选秀中第二轮被犹他爵士队选中，之后他效力过休斯敦火箭和纽约尼克斯。安德森表现最好的赛季是在1999-00赛季，在那个赛季中他为休斯敦火箭队贡献了场均12.3分。目前为止他的职业生涯场均得分为7.8分
他是前迈阿密热火队和纽约尼克斯队球员威利·安德森的弟弟。
安德森在2006年以替补身份随迈阿密热火队取得过NBA总冠军。
他是一名自閉症患者。